# Amboog-A-Lard
Amboog-A-Lard war eine US-amerikanische Thrash-Metal-Band aus Fort Lauderdale, Florida, die im Jahr 1987 gegründet wurde und sich 1996 wieder auflöste.

## Geschichte
Die Band wurde im Jahr 1987 von Gitarrist Dan Fontana, Schlagzeuger George Kokkoris und Bassist Barry Alpert gegründet. Im Jahr 1989 stießen noch Gitarrist Jeordie White und Sänger Shawn Rogers zur Band. Zusammen probten sie einige Stücke und hielten ihren ersten Auftritt in The Treehouse in Hallandale, Florida im Jahr 1989. Dort spielten sie zusammen mit Bands wie Malevolent Creation, Cynic, Raped Ape, Panic und Saigon Kick. In den nächsten zwei Jahren folgten weitere Auftritte im Süden Floridas zusammen mit Bands wie Anthrax, Exodus, The Ramones, Wrathchild America, Scatterbrain und Savatage. Nachdem sich Sänger Shawn Rogers von der Band im Jahr 1990 getrennt hatte, übernahm Dan Fontana auch den Posten des Sängers. In den Jahren 1990 und 1991 nahm die Band zwei Demos in den Morrisound Studios auf.
Im Jahr 1992 verließ Bassist Barry Alpert die Band. Keyboarder Chad Steinhart stieß zur Band und Gitarrist White übernahm nun den Posten des Bassisten. Im Jahr 1993 veröffentlichte die Band ihr erstes und einziges Album A New Hope, das von Bandmitglied Jeordie White produziert wurde. Bassist Jeordie White verließ im Jahr 1994 die Band, um Marilyn Manson beizutreten.
Im Jahr 1996 veröffentlichte die Band ein weiteres Demo, ehe sie sich Mitte des Jahres trennte.

## Stil
Auf ihrer Myspace-Seite gibt die Band Metallica, Queensrÿche, Pink Floyd und Ministry als ihre Haupteinflüsse an.

## Diskografie
- 1990: Demo 1990 (Demo, Eigenveröffentlichung)
- 1991: Demo 1991 (Demo, Eigenveröffentlichung)
- 1993: A New Hope (Album, Ty Fy Records)
- 1996: Demo 1996 (Demo, Eigenveröffentlichung)
- 2006: 1990-1991 Demos (Kompilation, Eigenveröffentlichung)